# Beck Hansen
Beck Hansen (ur. 8 lipca 1970 w Los Angeles jako Bek David Campbell) – muzyk rockowy, piosenkarz i kompozytor, występujący pod pseudonimem Beck. Pochodzi z rodziny o korzeniach żydowskich, która przywędrowała do USA ze Szwecji. Beck uznawany jest za najbardziej eklektycznego, niespójnego i nieprzewidywalnego spośród współczesnych artystów rockowych. Choć zazwyczaj zaliczany jest do twórców indie rocka i rocka alternatywnego, to jego muzyka jest mieszaniną wielu, niekiedy bardzo od siebie odległych stylów i gatunków, takich jak: pop, folk, psychodeliczny rock, hip-hop, country, blues, rhythm and blues, funky, noise rock, progresywny rock, jazz, lo-fi, rock latynoski i muzyka etniczna.
W 2015 roku użyczył swojego głosu do piosenki „Wide Open” brytyjskiego duetu The Chemical Brothers.

## Dyskografia
Albumy
| Golden Feelings                         | - Data: marzec 1993 - Wydawca: Sonic Enemy                | –  | –  | –   | –  | –  | –  | –  |                                                                                              |
| Stereopathetic Soulmanure               | - Data: 22 lutego 1994 - Wydawca: Flipside Records        | –  | –  | –   | –  | –  | –  | –  |                                                                                              |
| Mellow Gold                             | - Data: marzec 1994 - Wydawca: DGC Records                | 12 | 41 | 61  | 53 | 23 | 81 | 18 | - USA: platynowa płyta - CAN: złota płyta - UK: złota płyta                                  |
| One Foot In The Grave                   | - Data: sierpień 1994 - Wydawca: K Records                | –  | –  | 238 | –  | –  | –  | –  |                                                                                              |
| Odelay                                  | - Data: 18 czerwca 1996 - Wydawca: DGC Records            | 16 | 17 | 16  | 20 | 16 | 27 | 23 | - USA: 2x platynowa płyta - CAN: 2x platynowa płyta - UK: platynowa płyta - AUS: złota płyta |
| Mutations                               | - Data: 3 listopada 1998 - Wydawca: DGC Records           | 13 | 24 | 15  | 24 | 24 | –  | 18 | - USA: złota płyta - CAN: platynowa płyta - UK: złota płyta                                  |
| Midnite Vultures                        | - Data: 16 listopada 1999 - Wydawca: DGC Records          | 34 | 19 | 12  | 34 | 33 | 88 | 3  | - USA: złota płyta - CAN: platynowa płyta - UK: złota płyta                                  |
| Sea Change                              | - Data: 24 września 2002 - Wydawca: Geffen Records        | 8  | 20 | 34  | 15 | 26 | 53 | 1  | - USA: złota płyta - CAN: złota płyta - UK: srebrna płyta                                    |
| Guero                                   | - Data: 29 marca 2005 - Wydawca: Interscope Records       | 2  | 15 | 5   | 14 | 30 | 38 | 5  | - USA: złota płyta - CAN: złota płyta - UK: srebrna płyta                                    |
| The Information                         | - Data: 3 października 2006 - Wydawca: Interscope Records | 7  | –  | 17  | 31 | 37 | 58 | 20 | - USA: złota płyta - CAN: złota płyta                                                        |
| Modern Guilt                            | - Data: 8 lipca 2008 - Wydawca: Interscope Records        | 4  | 9  | 12  | 13 | 21 | 33 | 24 |                                                                                              |
| Morning Phase                           | - Data: 25 lutego 2014 - Wydawca: Capitol Records         | 3  | 4  | 17  | 5  | 8  | 5  | 6  | - USA: złota płyta - CAN: złota płyta - UK: srebrna płyta                                    |
| Colors                                  | - Data: 13 października 2017 - Wydawca: Capitol Records   |    |    |     |    |    |    |    |                                                                                              |
| Hyperspace                              | - Data: 22 listopada 2019 - Wydawca: Capitol/Virgin EMI   |    |    |     |    |    |    |    |                                                                                              |
| „–” oznacza, że album nie był notowany. |                                                           |    |    |     |    |    |    |    |                                                                                              |

Remiks albumy
| Tytuł     | Dane dot. albumu                                     | Pozycja na liście | Pozycja na liście |
| Tytuł     | Dane dot. albumu                                     | USA               | UK                |
| --------- | ---------------------------------------------------- | ----------------- | ----------------- |
| Guerolito | - Data: 6 grudnia 2005 - Wydawca: Interscope Records | 191               | 131               |

Kompilacje
| Tytuł       | Dane dot. albumu                              | Pozycja na liście |
| Tytuł       | Dane dot. albumu                              | JPN               |
| ----------- | --------------------------------------------- | ----------------- |
| Stray Blues | - Data: 9 maja 2000 - Wydawca: Geffen Records | 35                |

Minialbumy
| Tytuł                                | Dane dot. albumu                                        |
| ------------------------------------ | ------------------------------------------------------- |
| A Western Harvest Field by Moonlight | - Data: 16 kwietnia 1995 - Wydawca: Fingerpaint Records |
| Hell Yes                             | - Data: 25 stycznia 2005 - Wydawca: Interscope Records  |

## Filmografia
| Tytuł                                        | Rok  | Rola              | Uwagi                                                       | Źródło |
| -------------------------------------------- | ---- | ----------------- | ----------------------------------------------------------- | ------ |
| „Pełzaki: Gdzie jest bobas?”                 | 1998 | jako Newborn Baby | rola dubbingowana, reżyseria: Igor Kovalyov, Norton Virgien | [ 31 ] |
| „Southlander: Diary of a Desperate Musician” | 2001 | jako Bek          | film fabularny, reżyseria: Steve Hanft                      | [ 32 ] |
| „Mayor of the Sunset Strip”                  | 2003 | jako on sam       | film dokumentalny, reżyseria: George Hickenlooper           | [ 33 ] |
| „Wyjście przez sklep z pamiątkami”           | 2010 | jako on sam       | film dokumentalny, reżyseria: Banksy                        | [ 34 ] |

## Nagrody i wyróżnienia
| Rok  | Kategoria                            | Tytułem                                            | Nagroda                               | Nota      | Źródło |
| ---- | ------------------------------------ | -------------------------------------------------- | ------------------------------------- | --------- | ------ |
| 1996 | Best Alternative Music Performance   | Odelay                                             | Grammy                                | Laur      | [ 35 ] |
| 1996 | Best Male Rock Vocal Performance     | „Where It’s At”                                    | Grammy                                | Laur      | [ 35 ] |
| 1997 | Best Male Video                      | „Devils Haircut”                                   | MTV Video Music Awards                | Laur      | [ 36 ] |
| 1998 | Best Movie Song                      | „Deadweight” (A Life Less Ordinary)                | MTV Movie Awards                      | Nominacja | [ 37 ] |
| 1999 | Best Alternative Music Performance   | Mutations                                          | Grammy                                | Laur      | [ 35 ] |
| 2014 | Album Of The Year                    | Morning Phase                                      | Grammy                                | Laur      | [ 35 ] |
| 2014 | Best Rock Album                      | Morning Phase                                      | Grammy                                | Laur      | [ 35 ] |
| 2014 | Best Engineered Album, Non-Classical | Morning Phase                                      | Grammy                                | Laur      | [ 35 ] |
| 2010 | Best Original Song                   | „We Are Sex Bob-Omb” (Scott Pilgrim vs. the World) | Houston Film Critics Society Awards   | Laur      | [ 37 ] |
| 2010 | Best Song                            | „We Are Sex Bob-Omb” (Scott Pilgrim vs. the World) | Las Vegas Film Critics Society Awards | Nominacja | [ 37 ] |
| 2010 | Best Music, Original Song            | „We Are Sex Bob-Omb” (Scott Pilgrim vs. the World) | Online Film & Television Association  | Nominacja | [ 37 ] |